# Jung Da-bin
Jung Da-bin (정다빈?, 鄭多彬?, Jeong Da-binLR, Chŏng TabinMR; 25 aprile 2000) è un'attrice sudcoreana.
Si è fatta notare inizialmente nel 2003 come modella per l'azienda produttrice di gelati Baskin-Robbins, per cui è stata soprannominata "ragazza del gelato". Ha esordito come attrice nel 2005 attraverso la serie televisiva Wonderful Life; dopodiché è apparsa in diverse fiction tra cui Geunyeoneun yeppeotda (2015) e Okjunghwa (2016); per quest'ultimo ha vinto un MBC Drama Award come miglior giovane attrice. È passata a ruoli da protagonista con Extracurricular (2020), Live On (2020-2021) e High Cookie (2023).

## Filmografia

### Cinema
- Yeogosaeng sijipgagi (여고생 시집가기?), regia di Oh Duk-hwan (2004)
- Kkabuljima (까불지마?), regia di Oh Ji-myung (2004)
- Saranghae, Mansuk-ssi (사랑해, 말순씨?), regia di Park Heung-sik (2005)
- Yeolliji (연리지?), regia di Kim Seong-jung (2006)
- Dalkomhan geojinmal (달콤한 거짓말?), regia di Jung Jung-hwa (2008)
- Sarang-i iginda (사랑이 이긴다?), regia di Min Byung-hoon (2015)
- Yeojungsaeng A (여중생A?), regia di Lee Kyung-seop (2018)

### Televisione
- Wonderful Life (원더풀 라이프?) – serie TV (2005)
- Jinjja jinjja joh-ahae (진짜 진짜 좋아해?) – serie TV (2006)
- Iljimae (일지매?) – serie TV (2008)
- Baram-ui nara (바람의 나라?) – serie TV (2008-2009)
- Star-ui yeon-in (스타의 연인?) – serie TV (2009) – cameo
- Saranghae (사랑해?) – serie TV (2009)
- Sarang-eun amuna hana (사랑은 아무나 하나?) – serie TV (2009)
- Insaeng-eun areumda-wo (인생은 아름다워?) – serie TV (2010)
- Sign (싸인?) – serie TV, episodi 13-14 (2011)
- Manny – serie TV (2011)
- Miss Ripley (미스 리플리?) – serie TV (2011)
- Purigip-eun namu (뿌리깊은 나무?) – serie TV (2011)
- Yurigamyeon (유리가면?) – serial TV (2012-2013)
- Dae-wang-ui kkum (대왕의 꿈?) – serie TV (2012-2023)
- Monnan-i ju-uibo (못난이 주의보?) – serie TV (2013)
- Byeorakmat-eun mun-banggu (벼락맞은 문방구?) – serie TV (2013-2014)
- Chongni-wa na (총리와 나?) – serie TV, episodio 6 (2013)
- Sarang-eun noraereul tago (사랑은 노래를 타고?) – serie TV (2014)
- Romance-ga pir-yohae (로맨스가 필요해 3?) – serie TV (2014)
- Sun-jeong-e banhada (순정에 반하다?) – serie TV (2015)
- Gajog-eul jikyeora (가족을 지켜라?) – serie TV (2015)
- Geunyeoneun yeppeotda (그녀는 예뻤다?) – serie TV (2015)
- Okjunghwa (옥중화?) – serie TV (2016)
- Yaenedeul money?! (얘네들 MONEY?!?) – serie TV (2016)
- Yeokjeok - Baekseong-eul humchin dojeok (역적 : 백성을 훔친 도적?) – serie TV (2017)
- Yeopgijeog-in geunyeo (엽기적인 그녀?) – serie TV (2017)
- Kiss meonjeo halkka-yo (키스 먼저 할까요?) – serie TV (2018)
- Extracurricular (인간수업?) – serie TV (2020)
- Live On (라이브온?) – serie TV (2020)
- Glitch (글리치?) – serie TV (2022)
- High Cookie (하이쿠키?) – serie TV (2023)